# Phaeostigma setulosum
Phaeostigma setulosum là một loài côn trùng trong họ Raphidiidae thuộc bộ Raphidioptera. Loài này được H. Aspöck & U. Aspöck miêu tả năm 1967.

## Phân loài
- P. s. aegeum
- P. s. setulosum